# Tetragonia maritima
Tetragonia maritima là một loài thực vật có hoa trong họ Phiên hạnh. Loài này được Barnéoud miêu tả khoa học đầu tiên năm 1846.